# Пікулик жовтобровий
Пікулик жовтобровий (Macronyx fuelleborni) — вид горобцеподібних птахів родини плискових (Motacillidae).

## Назва
Вид названо на честь німецького військового лікаря та паразитолога Фрідріха Фюллеборна (1866—1933).

## Поширення
Поширений у західній частині Центральної Африки від південно-західної Танзанії до Анголи та крайньої півночі Намібії. Мешкає на вологих луках часто поблизу води і зазвичай на висоті понад 1000 метрів.

## Спосіб життя
Комахоїдний птах і харчується в основному кониками та жуками, а також термітами та павуками. Гніздиться на землі під час сезону дощів.

## Підвиди
Виділяють два підвиди:
- Macronyx fuellebornii ascensi Salvadori, 1907 — трапляється в Анголі, центральній і південній частинах Демократичної Республіки Конго, в Замбії на захід від долини річки Луангва і, рідко, в крайній північній Намібії.
- M. f. fuelleborni Reichenow, 1900 — обмежений південно-західною Танзанією.